# سهيل أونفر

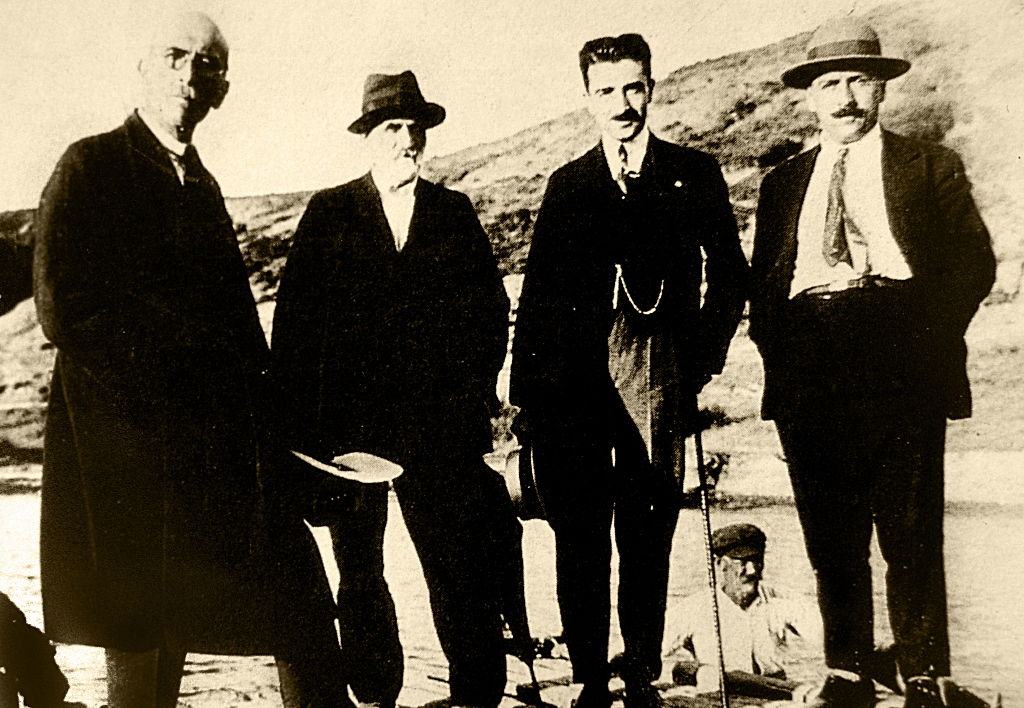
رفعت عثمان بك ، شوكت داغديفيرين ، سهيل أونفر

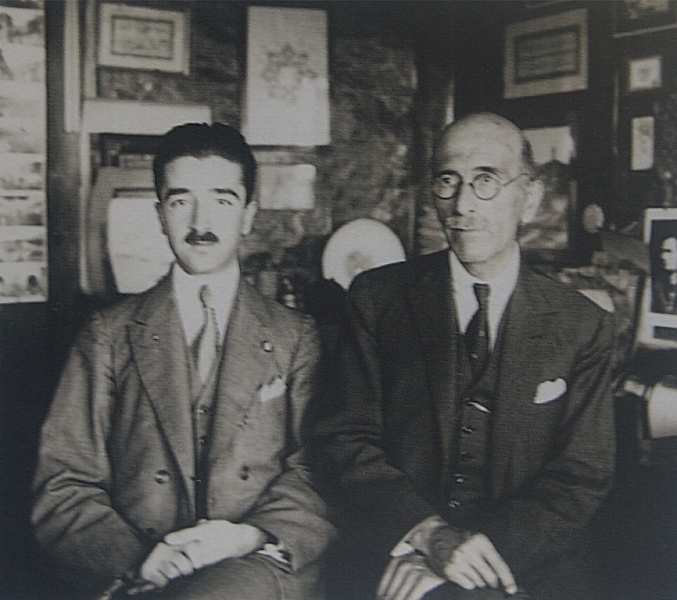
رفعت عثمان وسهيل أونفر

أحمد سهيل أونفر (17 شباط 1898، إسطنبول - 14 شباط 1986، إسطنبول)، كاتب وطبيب تركي .

## أعماله الرئيسة
- 1921: فضول لاليزار السهيلي وتوليب في تاريخنا
- 1936: الطب الأويغوري
- 1937: مكانة الأطباء الأتراك في الطب الإسلامي والهوية التركية لابن سينا
- 1938: إمارات الأناضول وتاريخنا الطبي
- 1939: رمز الثعبان والطب السلجوقي
- 1940: الطب في العصر السلجوقي
- 1940: "الطب السلجوقي"، منشورات الجمعية التاريخية التركية، أنقرة
- 1940: أبحاث حول ماهيا
- 1943: "تاريخ الطب"، منشورات جامعة إسطنبول
- 1943: ألبوم عصر الفاتح في العلوم والفنون
- 1946: ملاحظات حول تاريخ طب العيون التركي
- 1946: الرسام نيجاري
- 1946: مجمع الفاتح وعصره - العلوم والحياة
- 1948: علي كوشجو
- 1952: فاتح إيرا للأغذية، معهد تاريخ الطب بجامعة إسطنبول
- 1964: الخطاط أحمد قره حصاري
- 1967: 56 زخارف تركية
- 1967: مقاهينا وأثاثها
- 1969: مرصد إسطنبول
- 1995: رسائل إسطنبول، 5 مجلدات

## بعض الأعمال التي خلدت ذكراه
- أ. سهيل أونفر الببليوغرافيا؛ جولبون مسارا
- مكتبة أ. سهيل أونفر ؛ عمرانية
- حكاية قاضي عائشة بدر الدين؛ وايت عارف أكباس
- الدكتور سهيل أونفر الببليوغرافيا؛ عثمان إرجين
- دكتور في اللغات الغربية أ. سهيل أونفر ببليوغرافيا؛ غونول أوزديمير
- ملاحظات من سهيل أونفر هوكا؛ زحل أوزايدين
- سهيل أونفر؛ أحمد غونر سيار
- مجموعة سهيل أونفر الفنية من الأول إلى الرابع؛ جولبون مسارا

## الجوائز
- 2016: الجائزة الرئاسية الكبرى للثقافة والفنون [الإنجليزية]

## طالع أيضًا
- راتيب كازانجيجيل [الإنجليزية]

## روابط خارجية
- كتاب مخصص لذكرى سهيل أونفر نسخة محفوظة 2012-08-24 على موقع واي باك مشين. (يمكن قراءتها على الانترنت)